# 弗雷德里克王子城
弗雷德里克王子城是美國马里兰州卡爾弗特縣的普查指定地點暨縣治。根據2010年人口普查，本城共有人口2,538人。但其城內的購物、餐飲、學校、醫療保健、政府、和其他服務建築使它看起來相當大。

## 地理
弗雷德里克王子城的位置為38°32′55″N 76°35′19″W / 38.54861°N 76.58861°W（38.548720, -76.588748）。
根據2000年人口普查，弗雷德里克王子城面積為3.3平方英里（8.55平方），沒有水域。